# Die Vertretung
Die Vertretung ist ein italienischer Kurzfilm von Andrea Jublin aus dem Jahr 2007.

## Handlung
Eine Klasse erhält überraschend einen Vertretungslehrer. Dieser konfisziert sofort einen Ball, mit dem ein dicker Schüler und seine Freunde Fußball gespielt hatten. Der Schüler bittet darum, den Ball zurückzuerhalten, habe ihn doch Del Piero signiert. Der Lehrer behält den Ball und verhält sich während der Stunde sehr ungewöhnlich. Mit übertriebener Mimik und Gestik isst er einen Doughnut, der dem Dicken gehört, lässt den größten Schleimer unter den Schülern zeigen, wie gut er eine Schlange nachmachen kann – der Junge erhält nur eine 3 für sein Können – und den schlechtesten Schüler der Klasse eine Ziege imitieren, wofür er die beste Note 9 erhält. Die Schüler erkennen, dass sie bei guter Ausführung der ungewöhnlichen Aufforderungen schnell eine gute Note erhalten können und wollen alle als nächsten drankommen. Nur eine Schülerin hält sich abseits und schreibt ein Gedicht. Obwohl der Lehrer das Gedicht haben will, verweigert sie die Herausgabe („No!“). Als der Dicke anbietet, für die Rückgabe des Balls das Gedicht zu holen, weist der Lehrer die Klasse an, den Dicken zu jagen. Der flüchtet sich in einen Schrank, bis plötzlich ein anderer Lehrer im Klassenraum erscheint. Er fragt den Lehrer, wer er sei, und dieser flüchtet aus dem Fenster.
Es stellt sich heraus, dass er ein Angestellter ist, der sein Büro direkt gegenüber der Schule hat und kurz aus seinem Alltag ausgebrochen ist, um eine spontane kindische Idee umzusetzen. In seinem Büro wartet bereits ein bedeutender Geschäftsmann, um eine Präsentation des Mannes anzusehen. Die geschäftlichen Verhandlungen beginnen, als plötzlich der Dicke in der Tür steht und von dem Mann den Ball zurückfordert, der schließlich von Del Piero signiert wurde. Er bietet dem Mann an, verschiedene Tiere zu imitieren, um endlich den Ball zu erhalten. Der Mann tut so, als werfe er den Ball auf die Straße, und der Dicke rennt los. Der wichtige Geschäftspartner, den der Mann durch sein Zuspätkommen verärgert hat, ist am Ball interessiert. Es wird deutlich, dass die Verhandlungen sehr vereinfacht würden, wenn er den Ball erhalten würde. Weil der Ball dem Schüler viel bedeutet, weigert sich der Mann („No!“).

## Produktion
Die Vertretung wurde in Rom gedreht. Die Kostüme schuf Antonella Buono, die Sets stammen von Melina Ormando. Der Film lief unter anderem im Januar 2007 im Rahmen des Sundance Film Festivals.

## Auszeichnungen
Auf dem Aspen Shortsfest erhielt der Film 2007 den Preis der Jury für die beste Filmkomödie und gewann auf dem Filmfest Dresden 2007 den Goldenen Reiter. Die Vertretung wurde 2008 für einen Oscar in der Kategorie Bester Kurzfilm nominiert.